# Drusel
La Drusel (chiamata anche Kleine Fulda, in italiano "Piccola Fulda") è un fiume tedesco che scorre nel Land  dell'Assia per una lunghezza di 11,4 km ed è un affluente alla sinistra orografica della Fulda, nella quale sfocia presso Kassel.
La Drusel nasce dall'Habichtswald. Le sue sorgenti si trovano a circa 250 m a nord-ovest dello Ziegenkopf ad un'altezza di circa 520 m s.l.m. 
La Drusel scorre interamente nel territorio della città di Kassel, percorrendone brevi tratti canalizzati ed anche sotterranei. L'ultima parte del suo percorso viene denominata anche Kleine Fulda (Piccola Fulda).
Sfocia nella Fulda 28,3 km prima che quest'ultima si getti a sua volta nella  Weser.